# IRPR
IRPR je někdejší norma RVHP pro paralelní port.
Základem pro tuto normu bylo rozhraní používané ve Spojeném království, kde bylo označované jako BSI (British Standard Interface) BS 4421. Rozhraní se používalo především pro připojení tiskáren. Norma se prakticky přestala používat se zánikem Východního bloku a celosvětově rozšířeným standardem pro paralelní port se stalo jednodušší rozhraní Centronics.
Rozhraní IRPR mohlo používat 8 nebo 16 datových vodičů D0-D7(popř. D0-D15) s obousměrným přenosem, dále 4 řídící signály SO, AO, SC, AC a dva signály pro kontrolu parity DP0,DP1. IRPR používalo úrovně TTL s negativní polaritou, tj. signál je aktivní pokud je v úrovni L, negovány byly i datové signály.
Při komunikaci přes IRPR byla jedna strana označena jako source (zdroj), druhá jako acceptor (příjemce). Komunikaci zahajoval zdroj aktivací signálu SO (source operable) a čekal, až příjemce aktivuje signál AO (acceptor operable). Směr toku dat byl určen stavem signálů SC (source control) a AC (acceptor control). Byl-li aktivován SC, vysílal zdroj, pokud byl aktivován AC, vysílal příjemce.